# Thomas Reinesius

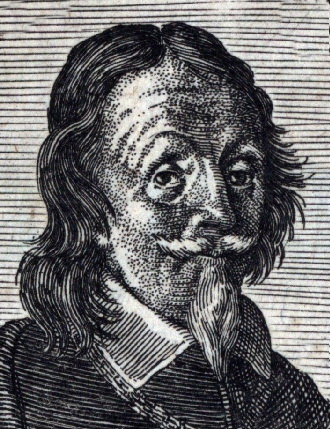
Thomas Reinesius

Thomas Reinesius (* 13. Dezember 1587 in Gotha; † 16. Februar 1667 in Leipzig; eigentlich Thomas Reines) war ein deutscher Arzt, Philologe und Politiker.

## Leben
Reinesius war ein Sohn des Schneiders Johannes Reines und dessen Frau Anna Zimmer. Sein Onkel, Nicolaus Reinesius, war Arzt in Nürnberg und kaiserlicher Leibarzt. Er wurde früh als hochbegabt entdeckt und besuchte die Schule schon mit drei Jahren. Außerdem erhielt er zusammen mit zwei Brüdern Privatunterricht. Er besuchte das Gymnasium in Gotha unter Andreas Wilke und wurde dort seiner Jugend wegen mehrere Jahre als Primus zurückgehalten, bevor er auf die Universität geschickt wurde. Erst im Juni 1605 wurde er an der Universität Wittenberg immatrikuliert. Der Theologe Friedrich Balduin drängte Reinesius zwar, Theologie zu studieren, dieser wandte sich jedoch der Medizin zu, zumal er in seiner Jugend auch an einem Sprachfehler litt, der es ihm nicht erlaubt hätte, als Prediger zu wirken. In Wittenberg hörte Reinesius vor allem Medizin bei Daniel Sennert, er pflegte aber auch gute Kontakte zu dem Philologen und Dichter Friedrich Taubmann.
Im Sommersemester 1608 wechselte Reinesius an die Universität Jena, wo er schon vor seinem eigenen Magisterexamen über Philosophie und Gedächtniskunst las. Am 8. August 1609 wurde er in Jena zum Magister promoviert. 1610 reiste er nach Prag, wo er die Alchemisten Martin Ruland und Oswald Crollius kennenlernte und auch das Laboratorium Kaiser Rudolphs II. betreten durfte. In Prag unterrichtete Reinesius den jungen Adligen Julius von Schlick sowie die Söhne des kaiserlichen Apothekers Erndel, bei dem er logierte.
1612 setzte er seine Studien an der Universität Frankfurt an der Oder fort. Dann wandte er sich auf Anraten von Henning Arnisaeus nach Italien und hörte hier 1613 an der Padua bei Hieronymus Fabricius ab Aquapendente. Außerdem interessierte er sich hier schon für alte Handschriften, Statuen und Inschriften.
Auf dem Rückweg immatrikulierte er sich im September 1613 in Basel, wo er am 13. Dezember desselben Jahres zum Doktor der Medizin promoviert wurde.
1614 erhielt er durch Vermittlung seines Vetters Caspar Hoffmann eine medizinische Professur an der Universität Altdorf, wo er sich am 1. Januar 1615 als Doktor der Medizin und gekrönter Dichter immatrikulierte. Im Frühjahr 1615 verheiratete er sich mit Magdalena Tezel, der Tochter eines Nürnberger Ratsherrn. 1617 wechselte als Stadtphysicus nach Hof (Saale). 1618 nahm er einen Ruf als gräflich-reußischer Leibarzt und Inspektor sowie Professor des Gymnasiums in Gera an.
Etwa 1627 wechselte Reinesius zunächst als herzoglich-sächsischer Leibarzt nach Altenburg. Aufgrund seiner Verdienste in der Pestzeit erhielt er dort aber auch das Amt eines Stadtphysicus und wurde später auch Bürgermeister in Altenburg. In diesen Ämtern verblieb er bis 1660. 1657 legte er zwar offiziell das Bürgermeisteramt nieder, erhielt jedoch noch einzelne Bestallungen bis 1661. Bei schweren Epidemien verlor er seine erste Frau und seine Kinder. Eine zweite Ehe, von 1636 bis 1657, mit Dorothea Lotse blieb sowohl freud- als auch kinderlos.
1660 verließ er Altenburg, erhielt den Titel eines kursächsischen Rates und zog nach Leipzig. Dort widmete sich vor allem seinen philologischen Studien und theologischen Betrachtungen. Kinderlos und ohne Geschwister, setzte er in seinem Testament milde Stiftungen für arme Bürger und Schüler in seiner Heimatstadt Gotha sowie in Altenburg aus.
Sein Charakter wird als „eigensinnig“ beschrieben, zu seinen wissenschaftlichen Leistungen zählen vor allem textkritische Studien zur lateinischen, altgriechischen und punischen Sprache, die er
teils in ausgedehnter wissenschaftlicher Korrespondenz entfaltete, die aber teils auch noch unveröffentlicht geblieben sind. Reinesius’ Bibliothek fiel teilweise an die Stiftsbibliothek Zeitz, teils an verschiedene Sammler, vor allem in den Niederlanden.

## Werke (Auswahl)
- Chemiatria, hoc est, Medicina nobili et necessaria sui parte, Chemia instructa et exornata, Gera 1624.
- Ιστοϱούμενα linguae Punicae, Altenburg 1637.
- De Deo Endovellico commentatio parergica, Altenburg 1637
- Variarum lectionum libri tres priores, Frankfurt am Main 1640.
- Defensio variarum lectionum, Rostock 1653.
- Inscriptio vetus Augustae Vindelicorum haud pridem eruta, Leipzig 1655.
- Epistolae, in quibus multae inscriptiones veteres hactenus ineditae vulgantur, emendantur, explicantur, Leipzig 1660.
- Aenigmati Patavino Oedipus e Germania, hoc est marmoris Patavini inscripti obscuri interpretatio, Leipzig 1661.
- T. Petroni[i] Arbitri in Dalmatia nuper repertum Fragmentum, cum epicrisi et scholiis, Leipzig 1666.
- Epistolarum ad Johannem Vorstium scriptarum fasciculus, Cölln 1667.
- Epistolarum ad Nesteros, patrem Et filium, conscriptarum farrago, Bayreuth 1669.
- Epistolae, ad clarissimum virum Christianum Daumium, in quibus de variis scriptoribus disseritur, loca obscura multa illustrantur, corrupta emendantur, Hamburg 1670.
- De Palatio Lateranensi eiusque comitiva commentatio parergica, Jena 1679.
- Schola iure-consultorum medica, relationum libris aliquot comprehensa, Leipzig 1679.
- Syntagma antiquarum inscriptionum, Leipzig 1682.